# Премія імені Олеся Білецького
Премія імені Олеся Білецького (Премія імені Олександра Білецького) — літературна премія Національної спілки письменників України. Носить ім'я українського літературознавця Олеся Білецького.

## Характеристики премії
Премія заснована в 1986 році Національною спілкою письменників України. Її присуджують за критичні, літературознавчі та мистецтвознавчі праці.
Вік учасників — необмежений.
Термін подачі матеріалів — до 15 січня поточного року.
Переможець одержує звання лавреата «Премії імені Олеся Білецького» та грошову премію.
Матеріали на премію надсилати на адресу: НСПУ, Оргвідділ (На премію ім. О. Білецького), вул. Банкова, 2, м. Київ, 01024, Україна

## Лауреати минулих років
- 1986 — Острик Михайло Михайлович
- 1998 — Іван Дзюба
- 1999 — Анатолій Шевченко
- 2001 — Людмила Тарнашинська
- 2002 — Стефанія Андрусів
- 2003 — Олена Логвиненко (за ряд публікацій про сучасний український літературний процес у газеті «Літературна Україна», в журналах «Слово і час» та «Київ»)
- 2004 — Олекса Мишанич (за книжку літературно-політичної критики «На переломі»)
- 2005 — Ганна Веселовська (за ряд критичних публікацій про сучасний український театр в журналі «Кіно-театр»)
- 2006 — Дмитро Юсип (за книжку творчих портретів українських письменників, полемічних нотаток і критичних статей «Норовистий кінь Посейдона»)
- 2009 — Юрій Богдашевський
- 2010 — Дмитро Горбачов
- 2016 — Михайло Карасьов (за книги критичних статей «Генії та їх божевільні» та «В пошуках українського героя»)
- 2019 — Фелікс Штейнбук